# Заволокин, Александр Дмитриевич
Александр Дмитриевич Заволо́кин (25 марта 1946, Парабель, Томская область — 22 сентября 2012, Новосибирск) — художественный руководитель ансамбля «Вечерка», композитор, Заслуженный артист РСФСР (1986)

## Биография
После школы окончил Новосибирское музыкальное училище (баян, гармонь хромка).
Вместе с братом Геннадием Заволокиным в 1986 году участвовал в создании цикла передач «Играй, гармонь!». Вместе с сыном Антоном в ноябре 1999 года создал свой ансамбль «Вечерка», с которым провёл тысячи концертов по всей России и за её пределами. Позже написал книги «Золотые планки», «Речка-судьба».
В 1986 году ему было присвоено звание «Заслуженный артист РСФСР».